# Kentish Town (stanice metra v Londýně)
Kentish Town je stanice metra v Londýně, roku 1868. Dříve zde jezdily linky Midland Railway a Great Eastern Railway. Dnes se stanice nachází na lince:
- Northern Line (mezi stanicemi Camden Town a Tufnell Park)
- National Rail

| Rok  | Počet cestujících |
| ---- | ----------------- |
| 2011 | 7,21 mil          |
| 2012 | 7,58 mil          |
| 2013 | 6,45 mil          |
| 2014 | 7,72 mil          |